# Trường Trung học cơ sở Thịnh Quang
Trường trung học cơ sở Thịnh Quang (trước đây là trường cấp II Thái Thịnh) được thành lập năm 1971. Là một trong những ngôi trường lâu năm của quận Đống Đa và của thành phố Hà Nội.

## Lịch sử hình thành
Trường THCS Thịnh Quang được thành lập từ năm 1971, với tên gọi là trường cấp 2 Thái Thịnh. Chi bộ trường cấp II Thái Thịnh có số lượng Đảng viên rất ít với 15 đồng chí.
Giai đoạn từ năm học 1999- 2000 đến năm học 2010- 2011, Thầy Ngô Minh Thiện là hiệu trưởng, phó hiệu trưởng ban đầu là thầy Mai Quang Tâm (1999- 2002) sau đó  cô Nguyễn Thị Thúy Hằng là phó hiệu trưởng. Đã xây dựng nhà trường theo tiêu chuẩn của trường chuẩn quốc gia.
Từ năm 2001- 2002, dãy nhà cấp 4 của trường đã được dỡ bỏ và được xây dựng một dãy nhà 3 tầng, trường có thêm 4 phòng học và 9 phòng chức năng. Trường THCS Thịnh Quang có điều kiện triển khai thí điểm học 2 buổi/ngày cho toàn bộ lớp 6 và lớp 7.
Tháng 12 năm 2005 trường THCS Thịnh Quang được ủy ban nhân dân thành phố Hà Nội quyết định công nhận: Trường đạt chuẩn quốc gia giai đoạn 2001- 2010. Trường THCS Thịnh Quang là trường THCS thứ hai của quận Đống Đã được công nhận chuẩn quốc gia.
Năm 2008 dự án cải tạo nâng cấp trường THCS Thịnh Quang đã được chủ tịch ủy ban nhân dân quận Đống Đa phê duyệt. Đến năm học 2010- 2011, công trình hoàn thiện và đưa vào sử dụng. Với 16 phòng học, 9 phòng làm việc, hội họp của cán bộ giáo viên, 8 phòng học bộ môn, 1 thư viện, 1 phòng truyền thống, 1 khu vực giáo dục thể chất, 1 phòng dồ dùng dạy học, 1 phòng căng tin, 2 kho, 5 nhà vệ sinh.
Năm học 2014- 2015 và 2015- 2016, trường THCS Thịnh Quang được ủy ban nhân dân quận Đống Đa tặng giấy khen về có thành tích xuất sắc trong phong trào thi giáo viên giỏi.

## Tái phát triển
Năm 2018, cô Nguyễn Hải Yến về làm Hiệu trưởng Trường THCS Thịnh Quang khi trường đang "chạm đáy" các phong trào thi đua, với sĩ số học sinh ngày càng giảm, cơ sở vật chất nghèo nàn, phong trào thi đua đi xuống, nhiều giáo viên giỏi muốn chuyển trường. Bằng việc quan tâm từng hoạt động, cô Yến đã xây dựng lại một môi trường giáo dục thân thiện, tạo cho học sinh những sân chơi bổ ích, năng động hơn.

## Hoạt động
- Giáo dục tuyên truyền pháp luật cho học sinh. Ngày 23-9-2019, Ban chỉ đạo 138 quận Đống Đa, Hà Nội đã phối hợp với các đơn vị chức năng tổ chức tuyên truyền giáo dục pháp luật cho học sinh tại trường THCS Thịnh Quang[4]
- "Đánh thức" niềm đam mê đọc sách[5]
- TRẢI NGHIỆM STEM - Với một số hoạt động trải nghiệm đã kích thích học sinh  phát triển tư duy hệ thống, vận dụng khả năng tính toán để lập trình và điều khiển Robot. Ngoài ra, học sinh được còn được phát triển về kỹ năng làm việc nhóm, kỹ năng giao tiếp, thuyết trình và quan trọng hơn là kỹ năng giải quyết vấn đề.[6]

## Sai sót

### Tổ chức dạy thêm học thêm
Hà Nội đã cẩm việc dạy thêm, học thêm nhưng nhà trường vẫn tổ chức công khai. Mới vào đầu năm học, phụ huynh có con theo học tại Trường THCS Thịnh Quang, Đống Đa, Hà Nội đã nhận được thông báo học thêm do trường tổ chức. Thông báo ghi cụ thể số môn học thêm và số tiền một tiết học. Nếu học sinh đăng ký 4 môn chính: Toán, Văn, Lý, Hóa với thời lượng 3 buổi/tuần thì số tiền phải đóng là hơn 300.000 đồng/tháng. Số tiền này trở thành gánh nặng đối với không ít người dân.

## Bài hát truyền thống
- Thịnh Quang trường em[8]